# Стара Белиця
Стара Белиця (біл. Старая Беліца) — село в Урицькій сільській раді Гомельського району Гомельської області Республіки Білорусь.

## Географія
Розташоване за 12 км від залізничної станції Уза на електрифікованій лінії Жлобин — Гомель та за 15 км на північний захід від обласного центру — міста Гомель.

## Гідрографія
На півночі та заході меліоративні канали, сполучені з річкою Беличанка (притока річки Уза).

## Транспортна мережа
Транспортні зв'язки степовою, потім автомобільною дорогою Жлобин — Гомель. Планування складається з двох прямолінійних меридіональних вулиць, з'єднаних двома короткими вулицями майже широтної орієнтації. Забудова двостороння, здебільшого дерев'яна, садибного типу.

## Населення
Чисельність населення станом на 2009 рік — 459 мешканців.

## Відомі уродженці
- Георгій Васильович Штихов (1927—2018) — білоруський археолог, доктор історичних наук, професор[3].
- Катерина Єфимівна Вишневська — докторка медичних наук, професорка, дійсна членкиня Петрівської академії наук і мистецтв.